# Guridam
De Guridam is een Venezolaanse stuwdam in de rivier de Caroní bij de stad Ciudad Guayana in de staat Bolívar  in Venezuela. De eerste fase van de bouw was tussen 1968 en 1978 waarin turbines met een totaal elektrisch vermogen van 2660 megawatt (MW) werden geïnstalleerd. Hierna volgde een fase waarin het waterpeil werd verhoogd van 215 naar 270 m boven zeeniveau door twee extra dammen te bouwen en tien turbine-eenheden met een vermogen van ieder 730 MW werden bijgeplaatst. De huidige naam (Central Hidroeléctrica Simón Bolívar) kreeg de dam in het jaar 2000. Het stuwmeer van de Guridam was enige jaren lang het op een na grootste stuwmeer van de wereld.
In 2016 kampte het land met een ernstige droogte, mede door het effect van El Niño, waardoor het waterpeil in het reservoir zeer laag kwam te staan. De dam alleen levert zo’n 60% van de elektriciteit in het land en in april bereikte het waterniveau een historisch dieptepunt van 243 meter. De stroomlevering kampt al enige tijd met problemen waardoor extra maatregelen noodzakelijk werden. Ambtenaren zijn een of meer werkdagen naar huis gestuurd om stroom te sparen. In april paste Venezuela ook de tijdzone aan, het half uur tijdverschil met de omliggende landen verdween hiermee. President Chávez zette de klok in 2007 een half uurtje achteruit. President Maduro komt nu terug van de Hora Legal de Venezuela, vanwege de energiecrisis in het land.